# Jhanak Jhanak Payal Baaje
Jhanak Jhanak Payal Baaje ist ein Hindi-Film von V. Shantaram aus dem Jahr 1955, der den klassischen Tanz Indiens als Hauptthema bedient.

## Handlung
Neeladevi, eine Tänzerin, tanzt vor dem professionellen Tänzer Mangal Maharaj und seinem Sohn und Schüler Girdhar. Doch Mangal ist sehr unzufrieden mit Neelas Tanzstils. Er lässt Girdhar tanzen und Neela spürt die tiefe Bedeutung dieser Kunst und bittet Mangal sie zu unterrichten. Selbst das harte Training schreckt Neela nicht ab.
Als Neela und Girdhar mit dem Training für den renommierten Nateshwar-Utsav-Tanzwettbewerb, der nur alle zehn Jahre stattfindet, beginnen, verlieben sie sich ineinander. Daraufhin wird Mangal Maharaj wütend und ist in jeder Hinsicht gegen emotionale Gefühle zwischen den beiden Tänzern, denn sie sollen sich auf die Kunst des Tanzens konzentrieren und nur ihr hingeben.
Deshalb zieht Neela sich aus Girdhars Leben zurück und bringt ihren Tanzlehrer dazu, sie zu hassen. Sie geht sogar so weit, sich das Leben zu nehmen, jedoch überlebt sie. Neela gibt alles auf, so dass Girdhar sich in seiner Kunst selbst überlassen ist.
Nun braucht Girdhar eine Tanzpartnerin und so entscheiden sich er und sein Vater für Roopkala, eine Tänzerin, die von Mangal trainiert wurde, jedoch seine Kunst schlecht dargestellt hat.
Manilal, ein Verehrer von Neela, macht Girdhar für Neelas verächtliche Zurückweisungen ihm gegenüber verantwortlich. Deshalb nimmt er Girdhars letzte Tanzpartnerin Roopkala weg, die abgelehnt hatte zu tanzen.
Girdhar steht jetzt ohne Tanzpartnerin kurz vor der Disqualifikation, bis Neela zum Tanzwettbewerb erscheint und mit ihm den Shiv-Parvati-Tanz aufführt. Mangal lässt sich erweichen, als er realisiert, welcher Härte Neela unterlegen war. Schließlich bringt er die beiden Liebenden wieder zusammen.

## Hintergrund
Jhanak Jhanak Payal Baaje wurde in Technicolor gedreht.
Der Regisseur Shantaram ließ die Tänzerin und Schauspielerin Sandhya zwei Jahre lang für diesen Film trainieren.

## Musik
| Liedtitel                  | Sänger                        |
| -------------------------- | ----------------------------- |
| Nain Se Nain               | Hemant Kumar, Lata Mangeshkar |
| Mere Ae Dil Bata           | Lata Mangeshkar, Manna Dey    |
| Jo Tum Todo Piya           | Lata Mangeshkar               |
| Jhanak Jhanak Payal        | Amir Khan, Khan Sahib         |
| Murli Manohar              | Lata Mangeshkar, Manna Dey    |
| Sainyan Jao                | Lata Mangeshkar               |
| Kaisi Yeh Mohabbat         | Lata Mangeshkar               |
| Rut Basant Aayi Ban Upavan | Lata Mangeshkar, Manna Dey    |
| Suno Suno Suno Ji          | Lata Mangeshkar               |

Die Liedtexte zur Musik von Vasant Desai schrieb Hasrat Jaipuri.

## Auszeichnungen
Filmfare Award 1957
- Filmfare Award/Bester Film an Rajkamal Kalamandir
- Filmfare Award/Beste Regie an V. Shantaram
- Filmfare Award/Bester Ton an A. K. Parmar
- Filmfare Award/Bestes Szenenbild an Kanu Desai

National Film Award
- National Film Award/Zweitbester Film an V. Shantaram (1957)